# Konrad I. von Velber
Konrad von Velber, genannt Konrad I. († 30. Dezember 1238 in Osnabrück) war von 1227 bis 1238 Fürstbischof von Osnabrück.
Die Edelherren von Velber waren ein Seitenzweig der Grafen von Lauenrode, die sich nach dem westlich von Hannover gelegenen Dorf Velber (heute ein Ortsteil von Seelze) nannten.
Konrad hatte zwei Brüder namens Helmold und Heinrich und eine Schwester, von der nur die Initiale „B.“ überliefert ist.
Bruder Helmold, der wie Konrad als Geistlicher in Osnabrück lebte, vermachte 1257 eine Curie in Velber (mutmaßlich der einstige Stammsitz der Familie) dem Kloster Marienwerder. Bruder Heinrich heiratete eine Edle von Diepholz, starb aber anscheinend früh nach kinderloser Ehe. Schwester B. war Kanonissin im Stift Gandersheim.
Konrad war 1213 Domherr in Hildesheim und 1221 Vorsteher der dortigen Domschule. 1227 wurde er zum Bischof von Osnabrück gewählt. In diese Zeit fällt die Anlage der Stadt Quakenbrück, wo er 1235 ein der Jungfrau Maria geweihtes Collegiatstift begründete. Die Gründung dieses Stiftskapitels durch eine Korporation Geistlicher, die nach augustinischen Regeln lebten, war ein Akt planmäßiger Kirchenpolitik, die von militärischen Interessen begleitet wurde, ging es in dem Grenzgebiet um Quakenbrück doch um die Landeshoheit. Es war wohl die Absicht des Bischofs, Quakenbrück als nördlichstes Bollwerk seines Bistums gegen die Grafen von Tecklenburg, Ravensberg und Oldenburg auszubilden. Langjährige Kämpfe mit dem Grafen Otto von Tecklenburg, in deren Verlauf ein auf die gemeinsame Teilung des feindlichen Landes gerichtetes Bündnis des Bischofs mit dem Erzstift Köln zustande kam, wurden 1236 unter Vermittlung von Bischof Ludolf von Münster beigelegt. Die Abtretung der Vogtei über die Stadt Osnabrück und die Güter des Bischofs und des Domkapitels bildete den Hauptgewinn für die Kirche.